# シリル・スミス
シリル・ジェームズ・スミス（Cyril James Smith OBE, 1909年8月11日 - 1974年8月2日）は、イギリスのピアノ奏者。
ミドルズブラの生まれ。1926年から1930年まで王立音楽大学でハーバート・フライヤーに師事し、在学中の1928年には音楽家の名誉組合から銀メダルを送られている。卒業後はジョン・ロジー・ベアードの放送事業にピアノ奏者として参加し、後にBBCに移籍しているが、移籍先で同業者のフィリス・セリックと出会い、1937年に結婚している。1934年から母校で教鞭をとりながら演奏活動を継続し、1941年からは妻とデュオを組んでたびたびプロムスに出演して好評を博した。
1956年に演奏旅行に出かけた先のソ連のハリコフで脳卒中に倒れ、左手の麻痺を起こしてピアノ独奏者としてのキャリアを終えたが、妻と三手のデュオとして舞台に立ち続けた。このデュオのための作品として、友人のマルコム・アーノルドの作った三手用のピアノ協奏曲が名高い。この三手のデュオでの活動の功績として、1971年にイギリス王室から妻と共にOBEを贈られている。
ロンドンのイースト・シーンにて没。